# (4764) Joneberhart
(4764) Joneberhart es un asteroide que forma parte del cinturón interior de asteroides y fue descubierto por Edward L. G. Bowell el 11 de febrero de 1983 desde la Estación Anderson Mesa, en Flagstaff, Estados Unidos.

## Designación y nombre
Joneberhart se designó al principio como 1983 CC.
Más tarde, en 1991, fue nombrado en honor del divulgador científico Jonathan Eberhart (1942-2003).

## Características orbitales
Joneberhart orbita a una distancia media de 1,932 ua del Sol, pudiendo alejarse hasta 2,023 ua y acercarse hasta 1,841 ua. Su inclinación orbital es 24,84 grados y la excentricidad 0,04705. Emplea en completar una órbita alrededor del Sol 980,7 días.
Joneberhart pertenece al grupo asteroidal de Hungaria.

## Características físicas
La magnitud absoluta de Joneberhart es 14 y el periodo de rotación de 5,483 horas.